# Seraïdi
 (août 2021).
Si vous disposez d'ouvrages ou d'articles de référence ou si vous connaissez des sites web de qualité traitant du thème abordé ici, merci de compléter l'article en donnant les références utiles à sa vérifiabilité et en les liant à la section « Notes et références ».
 (août 2021).
La mise en forme du texte ne suit pas les recommandations de Wikipédia : il faut le « wikifier ».
Les points d'amélioration suivants sont les cas les plus fréquents. Le détail des points à revoir est peut-être précisé sur la page de discussion.
- Les titres sont pré-formatés par le logiciel. Ils ne sont ni en capitales, ni en gras.
- Le texte ne doit pas être écrit en capitales (les noms de famille non plus), ni en gras, ni en italique, ni en « petit »…
- Le gras n'est utilisé que pour surligner le titre de l'article dans l'introduction, une seule fois.
- L'italique est rarement utilisé : mots en langue étrangère, titres d'œuvres, noms de bateaux, etc.
- Les citations ne sont pas en italique mais en corps de texte normal. Elles sont entourées par des guillemets français : « et ».
- Les listes à puces sont à éviter, des paragraphes rédigés étant largement préférés. Les tableaux sont à réserver à la présentation de données structurées (résultats, etc.).
- Les appels de note de bas de page (petits chiffres en exposant, introduits par l'outil «  Source ») sont à placer entre la fin de phrase et le point final[comme ça].
- Les liens internes (vers d'autres articles de Wikipédia) sont à choisir avec parcimonie. Créez des liens vers des articles approfondissant le sujet. Les termes génériques sans rapport avec le sujet sont à éviter, ainsi que les répétitions de liens vers un même terme.
- Les liens externes sont à placer uniquement dans une section « Liens externes », à la fin de l'article. Ces liens sont à choisir avec parcimonie suivant les règles définies. Si un lien sert de source à l'article, son insertion dans le texte est à faire par les notes de bas de page.
- La présentation des références doit suivre les conventions bibliographiques. Il est recommandé d'utiliser les modèles {{Ouvrage}}, {{Chapitre}}, {{Article}}, {{Lien web}} et/ou {{Bibliographie}}. Le mode d'édition visuel peut mettre en forme automatiquement les références.
- Insérer une infobox (cadre d'informations à droite) n'est pas obligatoire pour parachever la mise en page.

Pour une aide détaillée, merci de consulter Aide:Wikification.
Si vous pensez que ces points ont été résolus, vous pouvez retirer ce bandeau et améliorer la mise en forme d'un autre article.
 (août 2021).
- Si vous ne connaissez pas le sujet, laissez ce bandeau (vous pouvez alors contacter les auteurs).
- Si vous supprimez le contenu mis en cause (vous pouvez préalablement contacter les auteurs),

argumentez précisément cette suppression dans la page de discussion
(un manque de référence n'est pas un argument ; une recherche réelle de référence doit avoir été effectuée, être formellement documentée).
 (septembre 2022).
Seraïdi (anciennement Bugeaud) est une commune de la wilaya d'Annaba en Algérie.

## Géographie

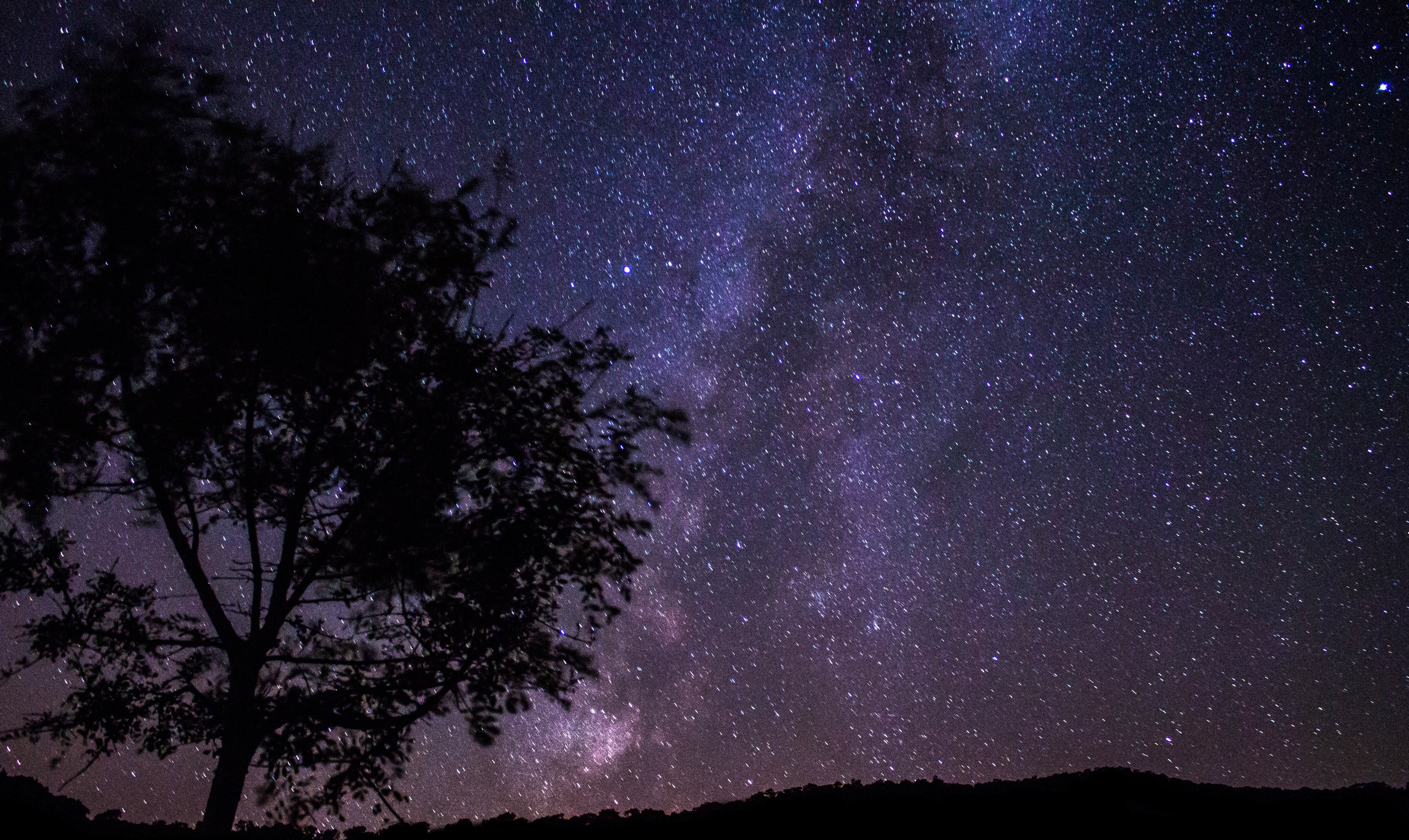
La voie lactée à Seraïdi. Aout 2018.

La commune de Seraïdi est située au nord de la wilaya d'Annaba, sur les hauteurs du massif de l'Edough à 850 mètres d'altitude et à 13,3 kilomètres d'Annaba.

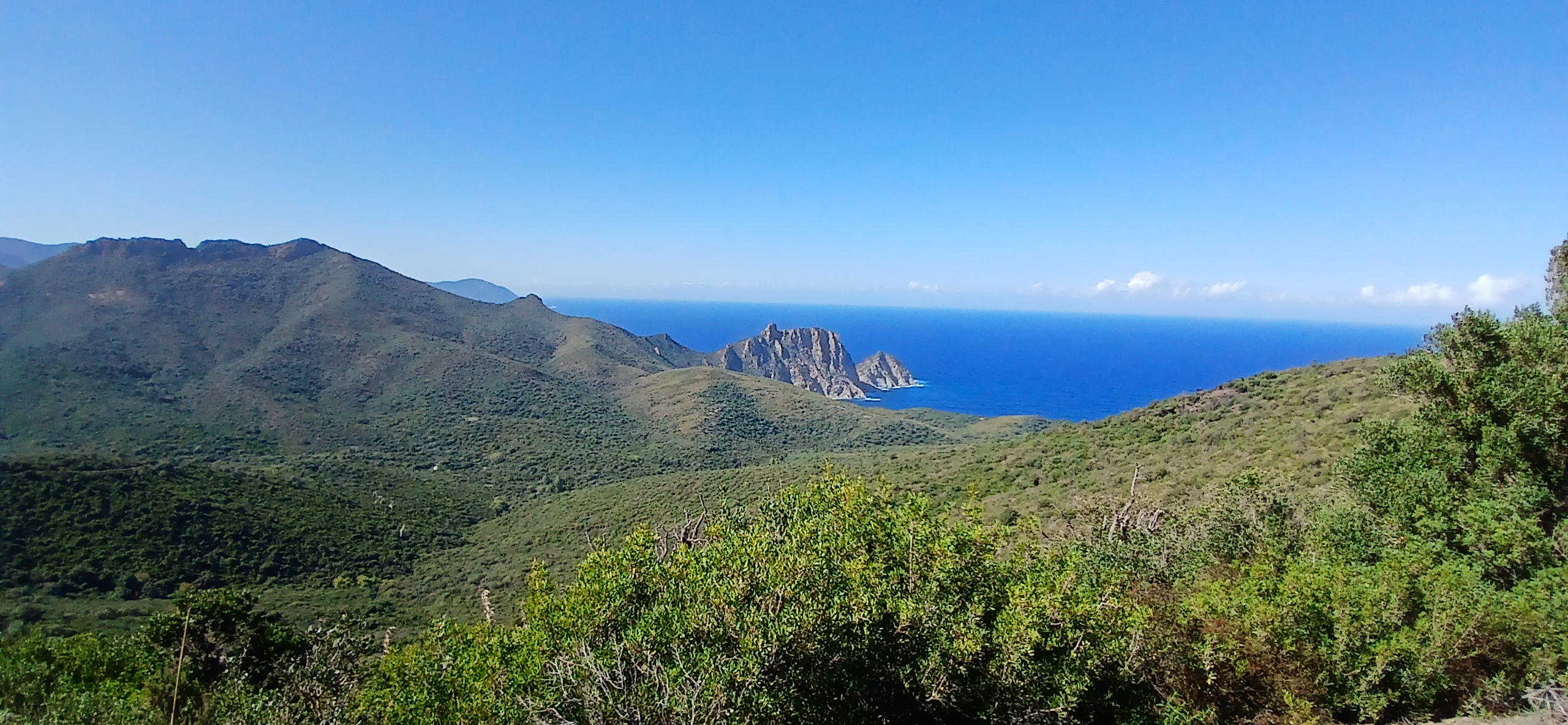
paysage à Seraïdi

|              | Mer Méditerranée       |        |
| Oued El Aneb | Seraïdi                | Annaba |
|              | Oued El Aneb, El Bouni |        |

## Transports
Seraïdi possède la télécabine d'Annaba, qui relie la ville à Annaba.

## Histoire
Le village de Serïdi est créé par l'ordonnance du 3 juin 1847,, signée par le roi Louis-Philippe sur le massif de l'Edough au lieu-dit Aïn-Barouaga. Le nom de la commune est en référence au maréchal Bugeaud, gouverneur militaire de l'Algérie au début de la colonisation française, décédé à Paris (en)1849. Il consiste alors en un centre de population de 24 feux et auquel est affecté un territoire de 162 hectares. Il est érigé en commune de plein exercice par décret du 22 août 1861. Faisant initialement partie du département de Constantine, la commune fut rattachée au département de Bône en 1955. La superficie des biens communaux était de 54 hectares. Selon les souvenirs de certains habitants, le lieu-dit la « Fontaine des Princes » commémorait le passage du Duc d'Aumale, fils de Louis-Philippe, qui y aurait abreuvé son cheval. Selon d'autres, ce nom avait été donné en l'honneur du Prince impérial lors de la visite de Napoléon III.
Le premier colon installé dans le massif de l'Edough fut un ancien fournisseur aux armées, Antoine Millot, qui obtint en 1846 une concession forestière de 400 hectares, afin d'y développer l'élevage de chèvres du Cachemire et de béliers d'Espagne et s'y installa avec ses sœurs Laurence et Sylvie Millot. Son fils, le docteur Benjamin Millot, ancien médecin militaire de l'armée russe puis médecin lors du siège de Paris et finalement médecin de colonisation dans l'Edough, reprit l'exploitation de cette concession après un long procès avec ses tantes et en orienta l'activité vers la production de chêne-liège, de tanin de liège et de charbon de bois.
En 1861 (Société des lièges d’Edough (entreprises-coloniales.fr) est créé par MM. Lecoq et Berton (à Bône, sur le cours Bertagna, se trouvait un bâtiment appelé Palais Lecoq, bâti par Gustave et Camille Lecoq), la Société des lièges de l'Edough (société anonyme en 1877), dont le siège était à Paris mais dont le représentant, directeur du site, résidait dans une villa au village, située à proximité de l'église. Le premier représentant de la Société des lièges de l'Edough fut M. Bergasse, qui fut aussi maire du village. Parmi ses successeurs, Prosper Prodom, dans les années 1870-1880, M. Cétran dans les années 1890-1900 et Augustin Maurer (1869-1952) dans les années 1910-1940, natif du village. Cette société était concessionnaire d'environ 7 000 hectares lors de sa création (10000 vers 1900), divisés en une trentaine de lots. le dépôt de Liège à Bône était situé au quartier de la Colonne Randon.
Il y eut plusieurs procès entre la Société des lièges de l'Edough et la famille Millot dans les années 1880 pour établir la réalité des droits respectifs  sur les territoires des concessions attribuées par les eaux et forêts.
Il existait également de plus petites concessions possédées par des entrepreneurs individuels du village. Pendant plusieurs années, une fabrique de bouchons en liège fut installée sur place pour traiter le liège mais l'activité principale était la récolte du liège (sur des arbres de 9 à 12 ans), transporté par route puis au moyen d'un téléphérique qui descendait dans la plaine. Il y eut également, notamment durant la Seconde Guerre mondiale en raison des besoins liés à l'utilisation de gazogènes pour les véhicules à moteur, la fabrication de charbon de bois. Une sous-inspection des eaux et forêts, avec plusieurs gardes, était stationnée au centre du village, avec une station de vigie à la Croix de l'Edough. La commune était fréquemment exposée à d'importants incendies forestiers en 1863, 1866, 1868, 1871, 1872, 1873, 1877. Celui de 1877 fut particulièrement meurtrier. M. Brusseaux, inspecteur des eaux et forêts à Bône demanda l'envoi de bûcherons pour travailler dans les forêts de l'Edough au ministre de la guerre. Pour les nécessités de l'exploitation forestière, on fit venir des bûcherons originaires de l'est de la France (Alsace, Vosges, Franche-Comté), principalement de Wingen et Rœschwoog (Bas-Rhin) et d'Allemagne, en raison des aspérités du climat local et de la dureté du travail,. Les bûcherons ayant fondé le village arrivèrent le 28 août 1851 dans un site qui était occupé seulement par les sœurs Millot et les gardes forestiers. Chaque bûcheron devait recevoir une maison bâtie d'une valeur de 1 000 francs et entre 3 et 4 hectares de terrain prêt à cultiver ainsi que des semences et des arbres. Ils seraient employés 6 mois par l'administration des Eaux et forêts et 6 mois par la Société des lièges. Ils bénéficieraient de divers secours (lettre du ministre de la guerre, 29 mai 1851).
Parmi les premiers arrivants, on trouve les liégeurs  Emile Bossert (1820-1892), originaire d'Allemagne les frères Louis (1820-1897), Chrétien (1823-1861), Jean (1831-1886) et Sébastien (1835-1872) Maurer, ainsi que les familles Santmann et Grundwald et Messmer originaires de Wingen et la famille Stoll, originaire de Rœschwoog, en Alsace. famille Eck (originaire de Soufflenheim), famille Lœffler, Kardel, Kammer, Kittler , Erhard, Achard, Schmitt, Erhold, Walter...originaire d'Alsace ou du Pays de Bade. Il est notable que la pratique du dialecte alsacien à perduré à Bugeaud jusqu'à la Première Guerre mondiale. Beaucoup de recettes et de traditions originaires d'Alsace ont été respectées par les familles jusqu'à la Seconde Guerre mondiale (notamment la fabrication de choucroute , de charcuterie et de Kugloff). La famille Isoard, originaire d'Auzet (Basses-Alpes), la famille Villard, venue de l'Isère et les familles Bornat, Ory, Cocallement, Millot, Vincent, Sabatier, Carré, Edeck, Maillefaud et Specos étaient également installées au village. Des familles anglo-maltaises et italiennes (Camilleri, Spiteri, Borg...) et italiennes (Cuomo, Liparelli, Migliari, Palegri, Pirotta...) se sont également établies au village. Une liste des habitants de Bugeaud entre 1853 et 1899 d'après les actes de mariage célébrés sur la commune à cette période est disponible par ce lien.
À partir de 1861, avec la création de la Société Lecoq et Berton, la population comprit également le personnel de cette dernière.
16 habitants de Bugeaud sont tombés lors de la guerre de 1914.
En dehors de l'activité forestière, Bugeaud était un village agricole exportant ses produits sur le marché de Bône. En effet, l'altitude favorise la production de fruits et de légumes originaires dont la culture est plus difficile dans la plaine en raison de la chaleur excessive (primeurs, pommes, poires, noix, noisettes, fraises...). Les habitants originaires de l'est de la France y ont acclimaté des fruits et légumes de leurs régions (choux, betteraves...). La vigne était également cultivée en certains points du territoire. La commune vivait par ailleurs du tourisme estival, les habitants de la plaine venant se rafraîchir en altitude. On trouvait plusieurs hôtels (notamment le Cronstatdt Hôtel, Hôtel Beauséjour, Hôtel du rocher, Hôtel l'Hôte), des pensions de familles et de nombreuses locations. Le village était également très fréquenté à la saison de la chasse (surtout le sanglier, le cerf et le canard, parfois lion ou panthère jusqu'aux années 1890) et pour la pêche sur le lac Fezzara. Un établissement de cure d'altitude pour tuberculeux fut installé dans les années 1930.
L'annuaire téléphonique de Bône (1961-1962) mentionne une quarantaine d'abonnés, presque tous institutionnels (maire, gendarmerie, maison forestière, sociétés de liège, sociétés minières...) et quelques particuliers et commerçants. Un reportage du Journal télévisé de la RTF tourné en 1962 montre des images de Bugeaud et de ses environs et permet d'en saisir l'atmosphère. Peu après, à l'indépendance de l'Algérie, la presque totalité de la population de Bugeaud est partie en métropole.
Population de Bugeaud: 150 h (1847); 557 (1875); 629 (1878); 592 (1938).
Anciens maires de Bugeaud (1861-1962),:
- M. Bergasse, directeur de la Société des lièges;
- Prosper Prodom, comptable puis directeur de la Société des lièges;
- Ory, fermier colon;
- Barthélémy Stoll, liègeur;
- M. Brunet, fermier colon;
- Jean Maurer (adjoint puis faisant fonction de maire en 1878);
- E. Sénéchal, rentier (1882);
- M. Cétran, comptable de la Société des lièges;
- Louis Maurer ;
- Jean Messmer;
- Joseph Santmann ;
- Louis Maurer, bouchonnier (à partir de 1921);

Maires de Seraidi (depuis 1962):

### Personnalités liées à Bugeaud
- maréchal Bugeaud, (1784-1849) gouverneur militaire de l'Algérie au début de la colonisation française ;
- Louis Milliot (1885-1961), professeur de droit musulman aux universités d'Alger puis de Paris.